# لانسلین، استرالیای غربی
لانسلین (به انگلیسی: Lancelin) یک شهرک در استرالیا است که در استرالیای غربی واقع شده‌است.